# Radiologia dell'apparato genitale femminile e della gravidanza
La radiologia dell'apparato genitale femminile e della gravidanza impiega metodiche quali l'ecografia e l'imaging a risonanza magnetica (oltre alla ormai meno utilizzata isterosalpingografia). La tomografia computerizzata, per via del fatto che utilizza radiazioni ionizzanti, non può essere utilizzata per lo studio delle donne in gravidanza, ma rappresenta comunque un importante presidio per la valutazione di numerose patologie a carico dell'apparato genitale femminile.

## Metodiche radiologiche

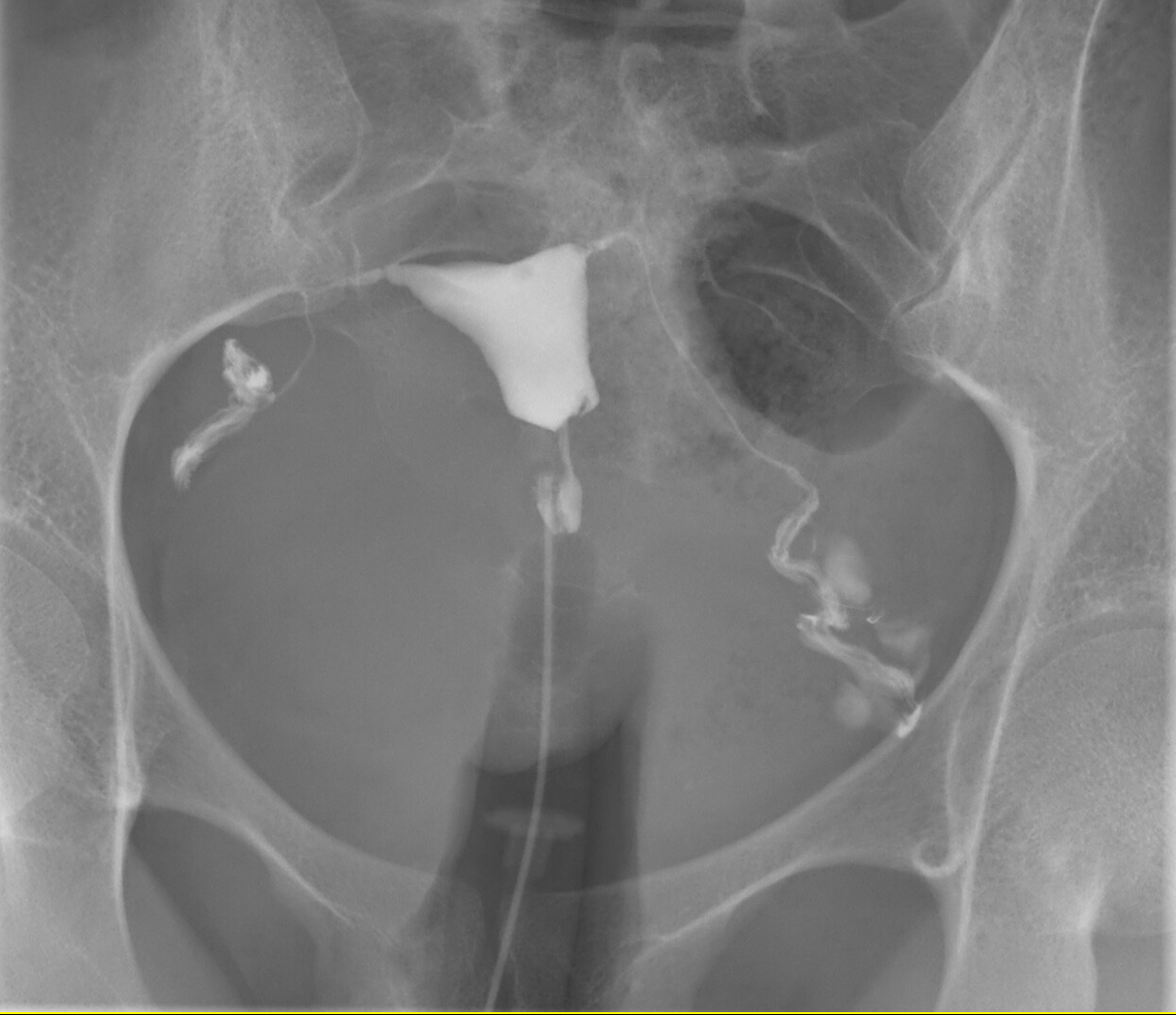
Isterosalpingografia normale. L'utero e le tube di Falloppio piene di mezzo di contrasto sono evidenti in nero

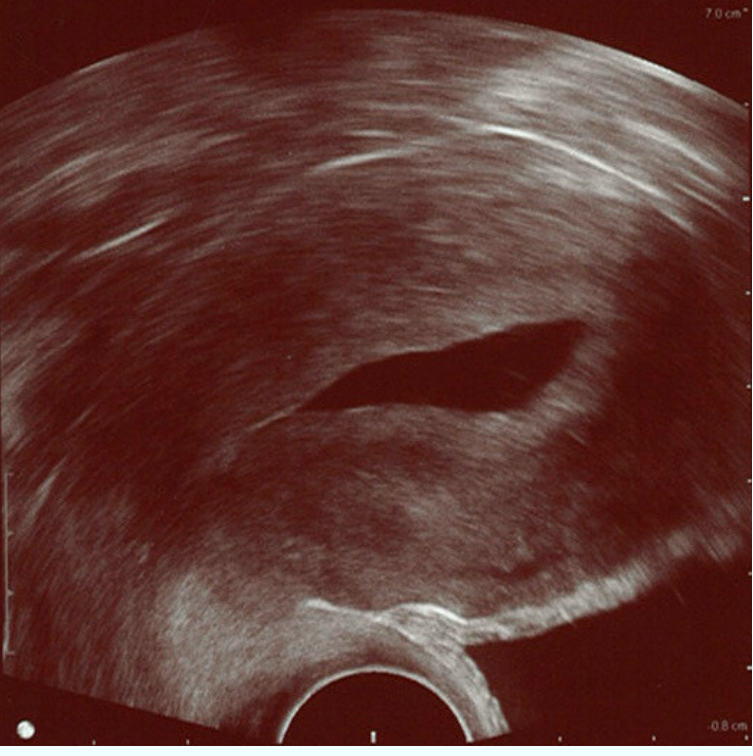
Utero normale visto in ecografia transvaginale. È stata iniettata soluzione fisiologica nel lume dell'organo. L'endometrio appare iperecogeno rispetto al miometrio

L'ecografia è la prima indagine radiologica di norma condotta nel sospetto di una patologia dell'apparato genitale femminile e nello studio del feto. Tale esame può essere eseguito poggiando la sonda sull'addome della paziente a vescica piena (via transaddominale) oppure mediante sonde specifiche posizionate in vagina (ecografia transvaginale) che consentono una migliore esplorazione di tutta la pelvi. Nell'approccio transaddominale si utilizzano sonde broad band a bassa frequenza (2-7 MHz) che permettono al fascio ultrasonoro di raggiungere una maggiore profondità ma portando di contro una minore risoluzione spaziale, mentre nell'approccio transvaginale si usano sonde microconvex "end fire" "broad band" con frequenze più elevate (5-9 MHz). Lo studio transvaginale permette anche di studiare la vascolarizzazione degli organi pelvici (mediante le metodiche doppler e colorDoppler) e la loro elasticità mediante l'elastografia (le lesioni più maligne sono di solito meno elastiche rispetto alle altre) È inoltre possibile ottenere immagini ecografiche tridimensionali mediante l'Ecografia 3D, particolarmente utili nello studio delle patologie fetali. L'esame transvaginale è relativamente invasivo (non si può usare nelle pazienti pediatriche, nelle donne vergini ed in chi presenta stenosi della vagina) e non permette di osservare in modo accurato le lesioni più distanti dalla parete vaginale; tali limitazioni sono sopperite dalla Tomografia Computerizzata (TC) e dalla Risonanza Magnetica (RM); questi ultimi esami sono per tali motivi fondamentali nello studio delle pazienti oncologiche. La RM può inoltre essere impiegata con maggiore sicurezza nelle donne in età fertile ed è utilizzabile anche negli ultimi 2 trimestri della gravidanza  (al contrario della TC). Il primo trimestre non è valutabile in RM per i movimenti e delle ridotte dimensioni del feto, oltre che per il rischio di possibili effetti teratogeni del campo magnetico, il cui assorbimento da parte dal feto non dovrebbe superare i 3 Watt/Kg per quanto riguarda il parametro SAR. Il mezzo di contrasto inoltre oltrepassa la placenta, quindi in gravidanza non si può usare. La RM permette di caratterizzare bene i tessuti ed i liquidi ed è pertanto è molto utilizzata nello studio delle malformazioni uro-genitali.
L'isterosalpingografia, tecnica radiografica che utilizza mezzo di contrasto iniettato nella cavità uterina, attualmente è utilizzata solo per verificare la pervietà delle tube di Falloppio nella diagnosi di infertilità o come esame preparatorio ad un intervento di radiologia interventistica di disostruzione tubarica.

## Patologia e anatomia radiologica normale ovarica

### Anatomia radiologica normale e lesioni cistiche funzionali

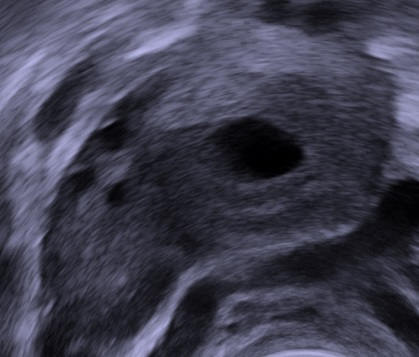
Corpo luteo associato a tre piccoli follicoli visibili alla sinistra dell'immagine, visti in ecografia transvaginale

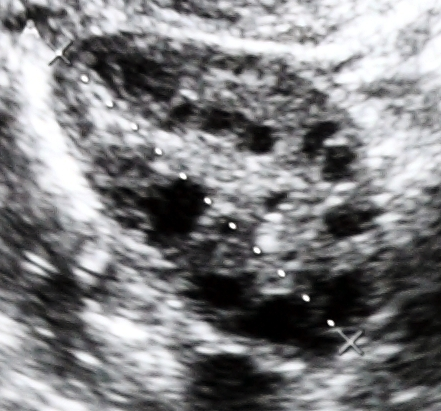
Ovaio policistico

Il volume delle ovaie viene calcolato empiricamente moltiplicando fra loro e per 0,5 i diametri latero-laterale, antero-posteriore e cranio-caudale. Tale diametro varia con l'età e con le fasi del ciclo mestruale; è maggiore nelle donne giovani e di norma si attesta attorno ai 9 ml; con la menopausa il volume può decrescere fino a 1-2 ml. I volumi delle 2 ovaie di norma non dovrebbero differire di più di 14 ml. In fase estrogenica il volume è di norma minore ed i follicoli hanno di solito diametro inferiore ai 5 mm. Circa al 10º giorno del ciclo mestruale si può osservare il follicolo dominante, grande circa 2-2,5 cm in diametro o anche oltre. All'ecografia il follicolo dominante appare come una cisti a contenuto anecogeno, con una piccola porzione iperecogena (cumulo ooforo). In fase luteinica spesso si osserva modico versamento nell cavo del douglas ed il corpo luteo appare come un'area ipoecogena con bordi sfrangiati; il corpo luteo a volte può persistere come cisti emorragica luteinica che si riassorbe di norma nell'arco di 2 mestruazioni. In fase post-mestruale le ovaie possono anche non essere più rilevabili in ecografia, tuttavia è da considerare anomalo il reperto radiologico di un ovaio di dimensioni oltre che doppie dell'altro in questa fase.
Le cisti funzionali dell'ovaio all'ecografia presentano contenuto anecogeno, dimensioni di 2,5–3 cm, hanno pareti sottili e sono da riferire ala normale ovogenesi, tuttavia quando tali formazioni presentano echi interni o diametri eccedenti i 5 cm sono meritevoli di rivalutazione dopo 2 cicli mestruali. Di norma tali cisti non si indagano con la TC (ove appaiono ipodense ed omogenee) o la RM (ove si presentano ipointense nelle sequenze T1 pesate ed iperintense in quelle T2 pesate, anche eseguite con tecniche di soppressione del grasso). Mediante entrambi gli esami di secondo livello non si osserva impregnazione di mezzo di contrasto.
Le cisti follicolari si originano dalla persistenza dei follicoli dopo l'ovulazione e sono da considerare parte dell'anatomia normale dell'organo. Possono anche essere più di una e di solito hanno diametro intorno ai 2 cm, ma a volte anche maggiore.
La cisti luteinica (da persistenza del corpo luteo fuori dalla fase luteinica del ciclo mestruale e dalla gravidanza) presenta contenuto ecogeno (per via del sangue coagulato al suo interno), margini non definiti e vascolarizzazione periferica al color-doppler.
Il quadro radiologico della sindrome da iperstimolazione ovarica è caratterizzato da aumento di dimensioni di entrambe le ovaie per la presenza di numerosi follicoli nel loro contesto, di dimensioni anche maggiori di 2 cm. È possibile anche osservare ascite e versamento pleurico per trasudazione di liquido da tali strutture.
Nella sindrome dell'ovaio policistico si osservano multiple cisti bilaterali di diametro intorno a 0,5-1,5 cm e volume ovarico bilateralmente aumentato di circa il doppio.

### Semeiotica radiologica delle lesioni neoplastiche e simil-neoplastiche

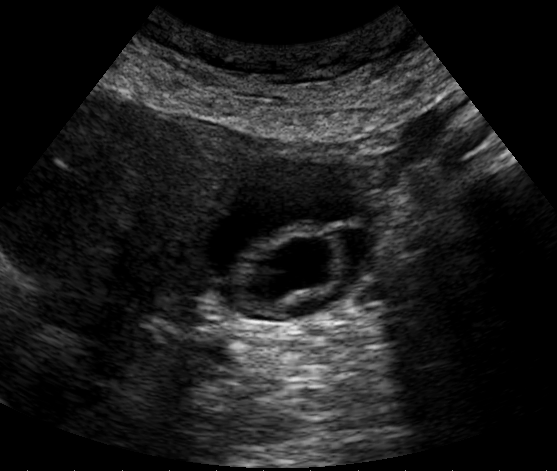
Cisti complessa

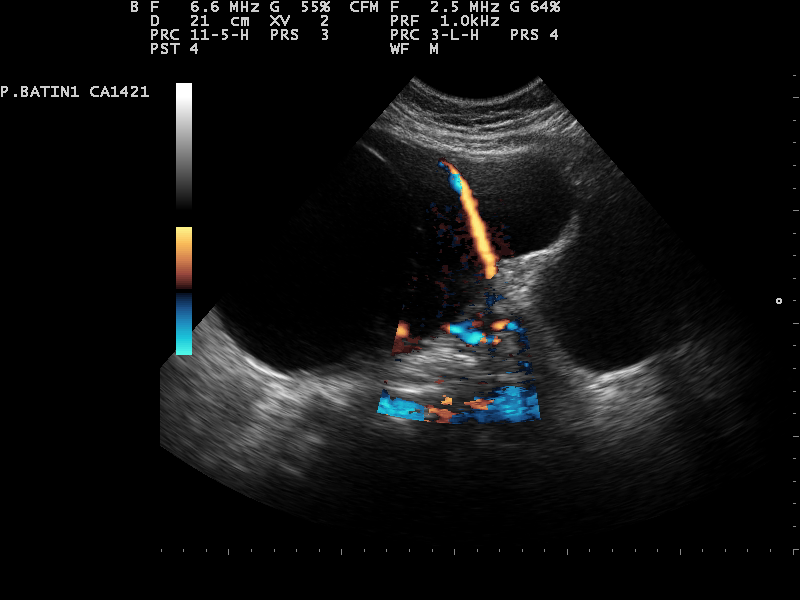
Indagine color-doppler su una neoplasia ovarica

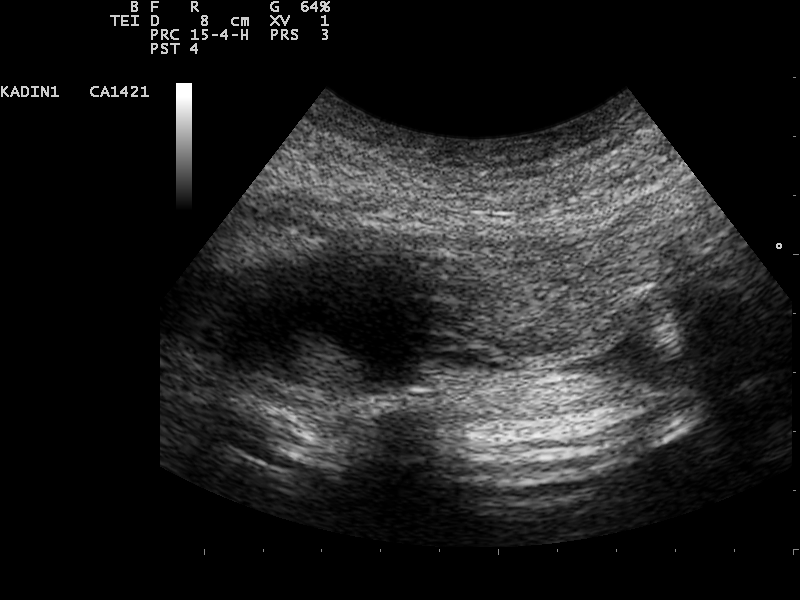
Torsione dell'ovaio. L'immagine è simile a quella di una cisti complessa

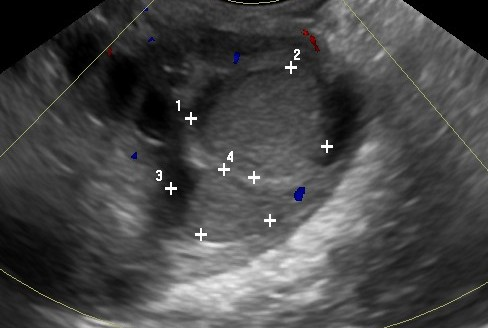
Cisti endometrioide. Ecograficamente si presenta come cisti complessa

Le lesioni tumorali ovariche radiologicamente possono avere l'aspetto di cisti complessa o di lesione solida.
La cisti complessa è caratterizzata all'esame ecografico dalla presenza di setti, aggetti solidi, echi interni, pareti spesse ed irregolari e dal fatto di essere multiloculata. In genere la cisti complessa presenta la parete, i setti e gli aggetti solidi molto vascolarizzati al color-doppler. Oltre alle neoplasie anche gli ascessi, l'idrosalpinge, la piosalpinge, la torsione ovarica e le cisti emorragiche funzionali ed endometroidi possono presentarsi radiologicamente come cisti complesse. La torsione ovarica simula le cisti per la presenza di necrosi centrale, spesso si presenta vascolarizzata al color doppler ed è spesso associata nell'adulto al teratoma maturo. La diagnosi differenziale della cisti complessa deve sempre includere le neoplasie, pertanto sono stati elaborati sia degli score morfologici specifici (ad esempio lo score di Sassone) sia misurazioni di parametri specifici doppler, come l'indice di pulsatilità (IP) e la resistenza dei vasi (RF). Le formule matematiche per ricavare questi indici sono le seguenti:
{\displaystyle IP={\frac {Vsist-Vdiast}{Vmedia}}}
{\displaystyle RF={\frac {Vsist-Vdiast}{Vsist}}}
Ove Vsist è la velocità massima durante la sistole, Vdiast è la velocità a fine diastole e Vmedia la velocità media lungo tutto il ciclo cardiaco. Questi indici appaiono incrementati in presenza di neoangiogenesi neoplastica, ove si osserva maggior flusso in diastole.

#### Score di Sassone
Se la lesione presenta uno punteggio (ottenuto sommando quello di tutti e quattro i parametri) maggiore di 5 è probabile che sia maligna. Le lesioni sospette all'ecografia transvaginale andrebbero studiate mediante RM, che oltre ai dati morfologici consente di caratterizzarne il contenuto (sangue nelle cisti emorragiche, lipidi nei teratomi, proteine nelle lesioni benigne, borderline e maligne derivanti dall'epitelio ovarico). Il sangue appare iperintenso nelle sequenze T2 pesate con soppressione del grasso (cosa che invece abbatte il segnale in presenza di lipidi). TC ed RM possono essere invece utilizzate indifferentemente a fini stadiativi.
Spessore della parete: 
- sottile (<3 mm): 1
- spessa (>3 mm): 2
- lesione solida o prevalentemente solida: 3

Struttura interna della parete:
- liscia :1
- irregolare:2
- presenza di almeno 3 papille: 3
- lesione solida o prevalentemente solida: 4

Setti:
- non presenti: 1
- setti sottili (<3 mm): 2
- setti spessi (>3 mm): 3

Ecogenicità:
- anecogena: 1
- ipoecogena: 2
- ipoecogena con associata porzione centrale iperecogena: 3
- ecogenicità mista: 4
- iperecogena: 5

### Tumori dell'ovaio

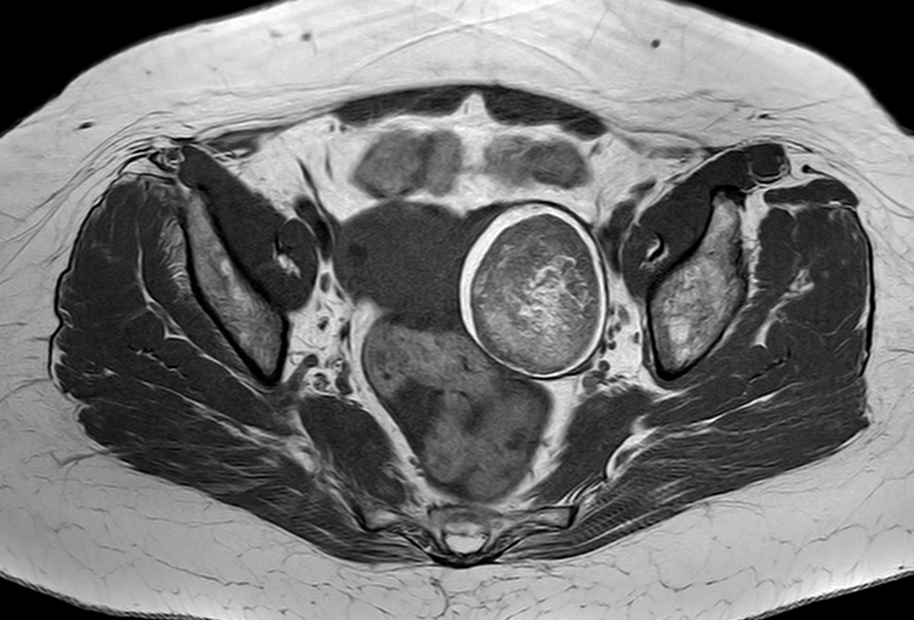
Teratoma dell'ovaio di sinistra visto in RM mediante una sequenza T1 pesata. La lesione appare delimitata e disomogenea

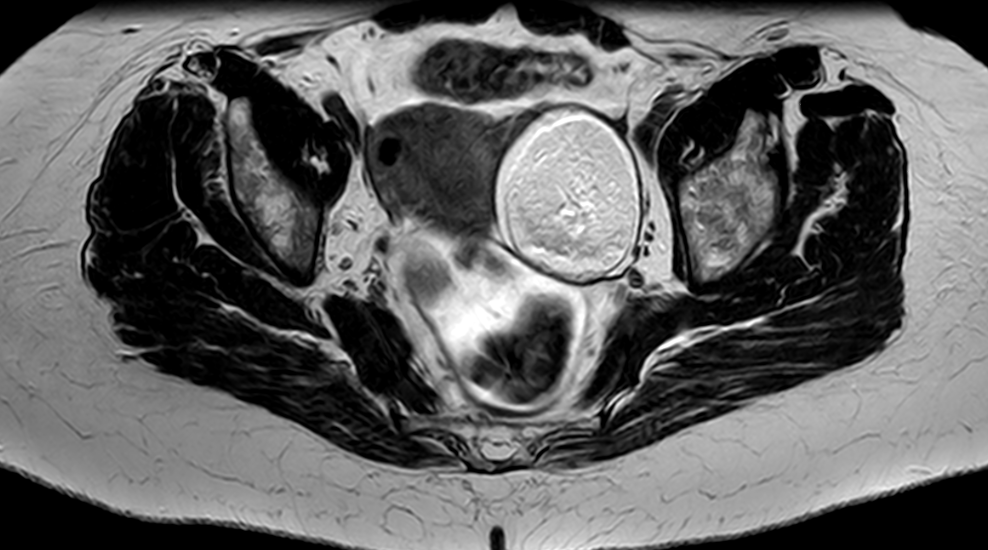
Lo stesso teratoma visto con una sequenza T2 pesata

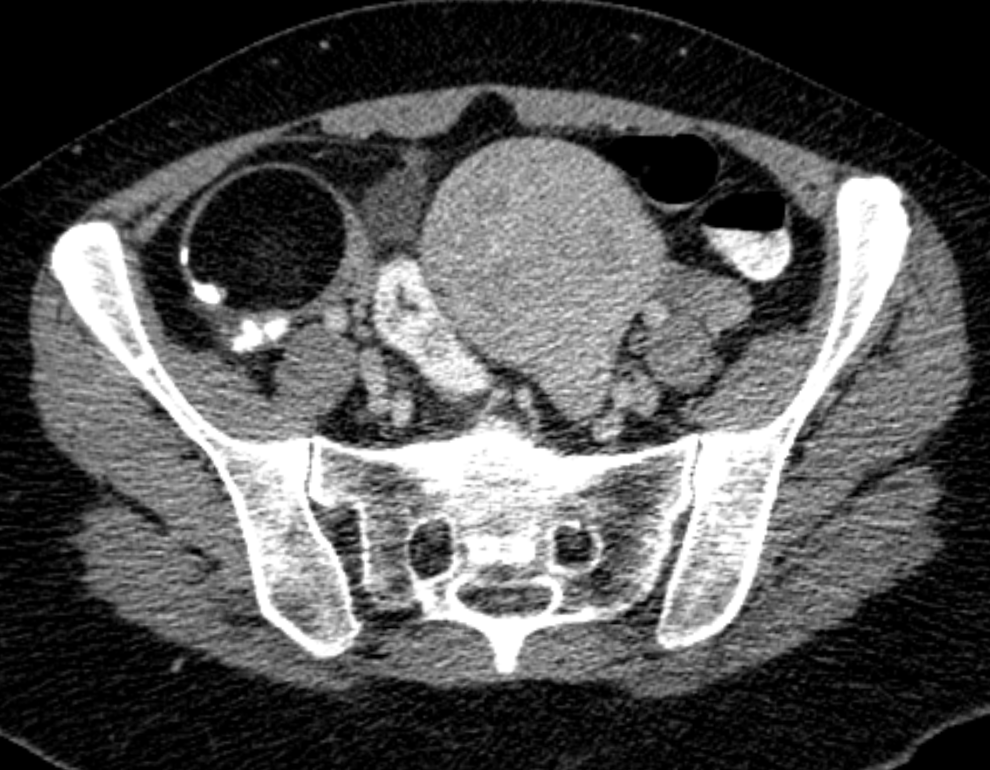
Teratoma dell'ovaio di destra visto alla TC. La lesione appare di densità adiposa e presenta numerose calcificazioni da riferire ad elementi dentari. È visibile inoltre un grosso leiomioma in sede uterina.

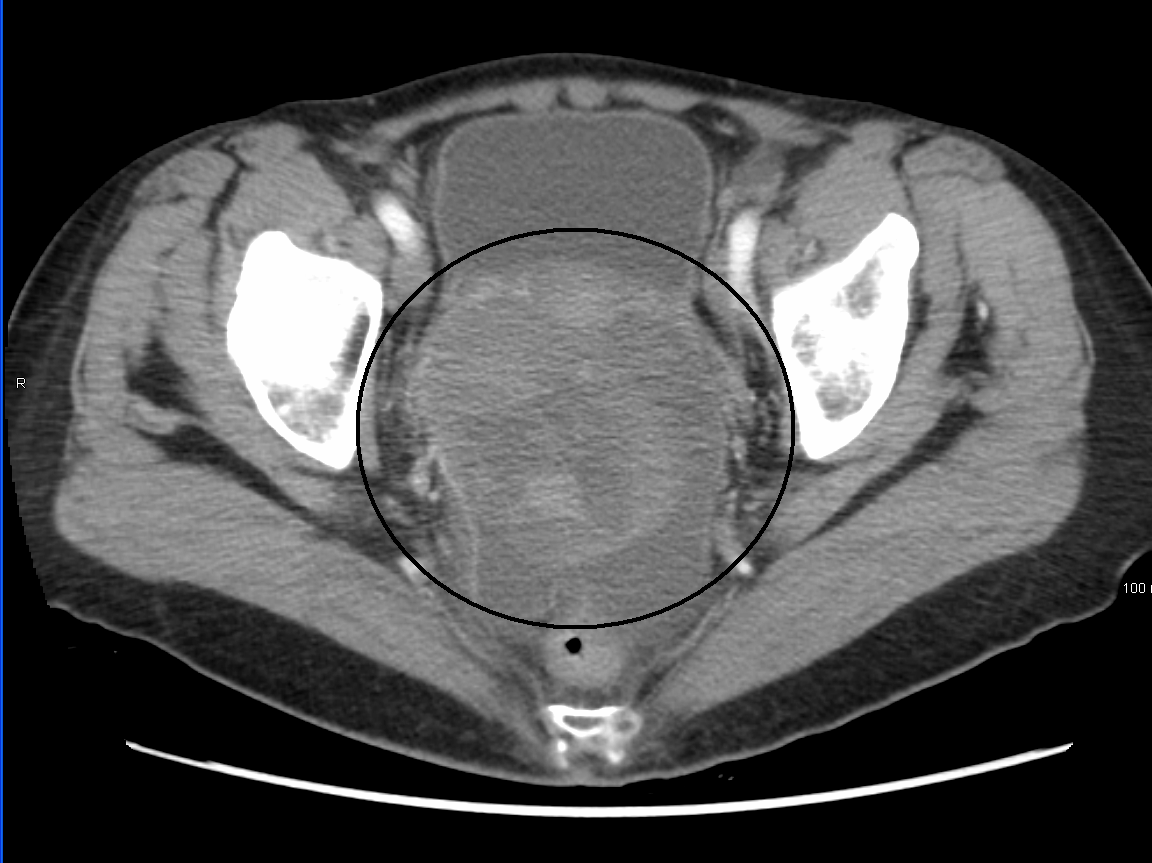
Carcinoma ovarico visto in TC

Il teratoma si presenta all'ecografia transvaginale in modo molto vario, ma più spesso come cisti complessa con all'interno calcificazioni (che producono coni d'ombra) o materiale iperecogeno (sebaceo). Tipici segni ecografici del teratoma sono il "tip of the iceberg" (assorbimento del fascio ultrasonoro al centro della lesione a causa delle numerose interfacce date dalla sua struttura disomogenea) ed il "dermoid plug" (zona iperecogena di forma rotonda con un'area iperecogena interna localizzata al centro della lesione). In TC tali lesioni sono diagnosticabili perché piene di materiale adiposo (quindi con densità tipica) e contenenti calcificazioni ed inclusi dentari (tipici di questo tumore) mentre in RM il segnale alle sequenze di saturazione del grasso appare iperintenso. Il segnale nelle sequenze T2 pesate appare invece estremamente disomogeneo per via delle differenti componenti tissutali.
Il cistoadenoma sieroso appare in ecografia come una cisti uniloculata, senza aggetti o setti. La densità alla TC e quella dell'acqua ed in RM si presenta iperintenso nelle sequenze T2 pesate ed ipointenso in quelle T1 pesate (in modo simile all'urina in vescica).
Il cistoadenoma mucinoso si presenta anch'esso come cisti semplice, ma si visualizza con echi stipati all'ecografia, alla TC presenta densità "proteica" (60-70 HU), mentre in RM presenta segnale iperintenso tipico sia nelle sequenze T1 pesate che in quelle T2 pesate.
La presenza di una lesione cistica complessa con le caratteristiche dei quadri di cistoadenoma deve far sospettare una lesione maligna (cistoadenocarcinoma sieroso o mucinoso). Tali lesioni sono spesso associate ad ascite e metastasi linfonodali e sistemiche.
Le ovaie interessante da metastasi da tumori originatosi in altri distretti corporei si presentano incrementate di volume e disomogenee. Il quadro clinico denominato  tumore di Krukemberg origina più spesso da un carcinoma ad anello con castone dello stomaco, coinvolge entrambe le ovaie ed è spesso associato ad ascite.
TC ed RM, essendo indagini con campo più ampio dell'ecografia, sono indagini utilizzate nella stadiazione dei tumori ovarici. La TC è più economica e veloce ma è meno efficace nell'evidenziare l'invasività locale della neoplasia (differenziare gli stadi Ia, Ib ed Ic secondo FIGO). La RM è anche leggermente più accurata anche della TC nel caratterizzare le lesioni ovariche sospette, tuttavia non consente di rilevare le calcificazioni presenti in alcuni tipi di lesioni.

## Patologia tubarica

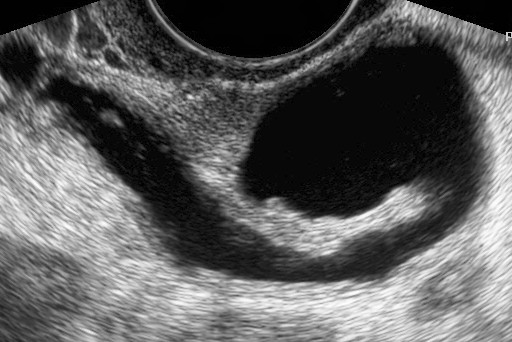
Idrosalpinge rilevata in ecografia

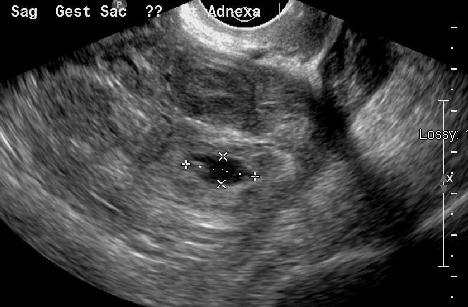
Gravidanza ectopica localizzata in adiacenza dell'ovaio di sinistra

Le tube di Falloppio sane di norma non sono evidenziabili con le metodiche radiologiche senza riempirne il lume con del mezzo di contrasto (isterosalpingografia). In ecografia la tuba sana può essere rilevata come una banda iperecogena spessa circa 0.5 mm.
Nella malattia infiammatoria pelvica (PID) il lume tubarico appare occupato da pus (piosalpinge) o essudato (idrosalpinge). Una tuba ingrandita e piena di liquido è sempre da considerare patologica. Se la quantità di liquido è abbondante ed il decorso della tuba tortuoso è possibile scambiare per errore queste condizioni cliniche con le masse cistiche ovariche. È possibile inoltre rilevare ascessi ripieni di liquido e gas oltre che versamento nel cavo del Douglas. Il gas è rilevato molto bene dalla TC come bolle o livelli idro-aerei e se presente depone per un'infezione da germi anaerobi. Nelle pazienti gravide è bene controllare anche la cavità uterina per il rischio aumentato di gravidanza ectopica dato dalla PID.
Nella gravidanza extrauterina, oltre a non osservarsi l'embrione a livello dell'utero (è tuttavia possibile osservare una pseudo-camera gestazionale piena di liquido) è spesso evidente versamento nel cavo del Douglas (che può estendersi anche al resto dell'addome e presentare echi interni, se è presente emorragia). Ecograficamente è possibile osservare in sede tubarica 4 quadri distinti: embrione vivo, embrione morto/massa annessiale con dentro solo un sacco vitellino, il segno tubar or adnexal ring (anello iperecogeno costituito da trofoblasto attorno ad una raccolta liquida) o una massa solida complessa. In sede ovarica una gravidanza extrauterina può essere scambiata con un corpo luteo emorragico o una cisti complessa.
I tumori primitivi ovarici sono molto rari (di solito carcinomi endometriali), più spesso tali strutture sono invase da neoplasie ovariche o uterine.

## Patologia ed anatomia radiologica normale uterina

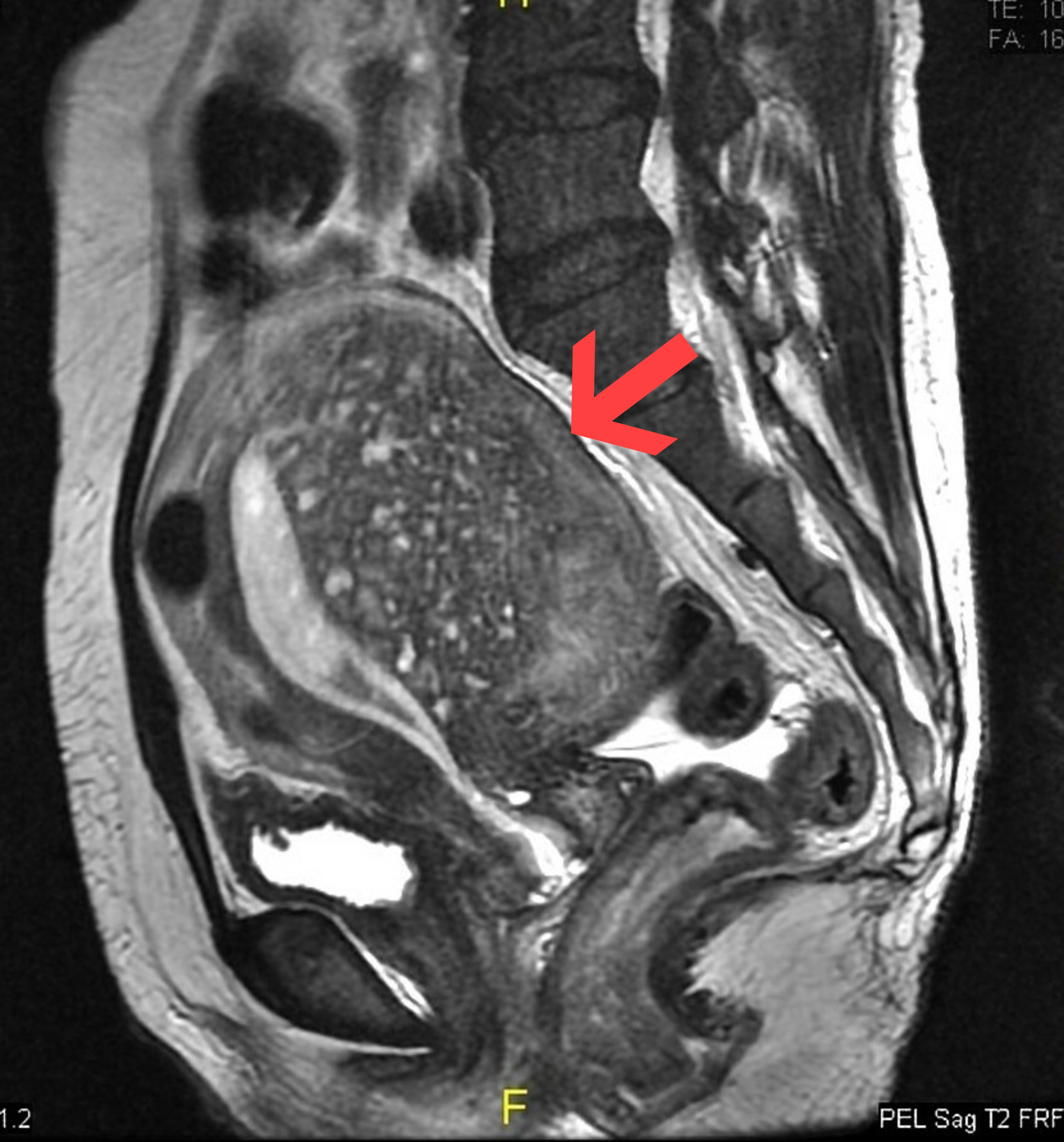
Adenomiosi diffusa. Le lesioni endometriosiche appaiono iperintense in RM

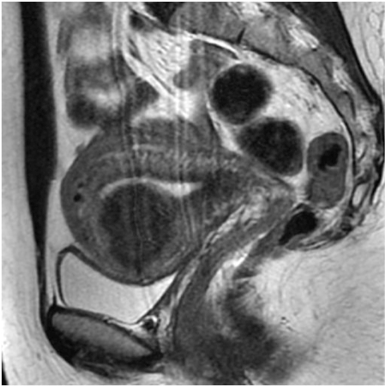
Fibroma uterino visto in RM. La lesione appare ipointensa (al contrario delle lesioni endometriosiche)

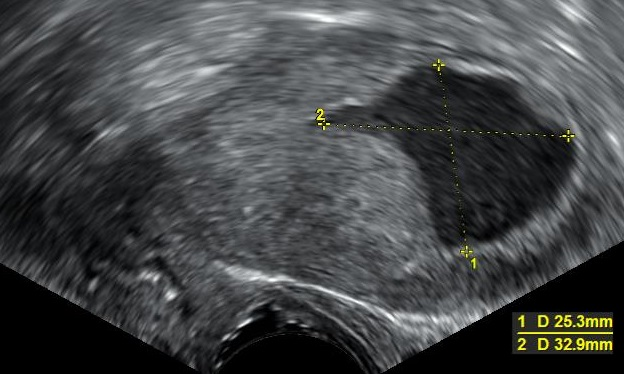
Accumulo di liquido nel lume uterino in una donna in post-menopausa

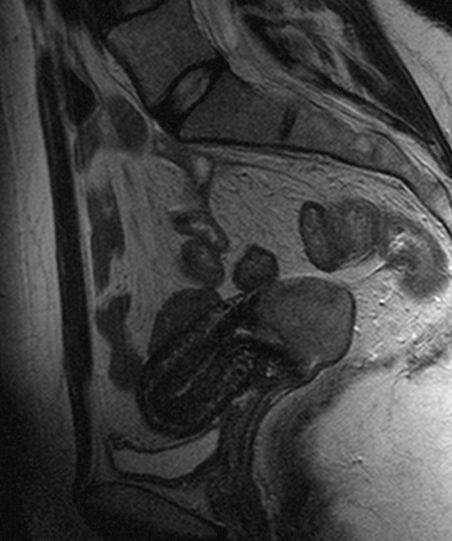
Carcinoma della cervice uterina studiato in RM mediante una sequenza T2 pesata. Acquisizione sul piano sagittale. La RM consente di studiare in dettagli la struttura uterina e l'infiltrazione locale da parte del tumore

### Anatomia radiologica normale
Le dimensioni dell'utero variano sia in funzione dell'età sia della fase del ciclo mestruale in cui si trova la paziente, oltre ad essere influenzate da gravidanze pregresse o in atto. Durante l'età fertile sono di maggiori dimensioni il corpo ed il fondo dell'organo, mentre dopo la menopausa la cervice è prominente o uguale alle altre porzioni in dimensioni. Le dimensioni normali sono di solito pari a 7,7x2,9x4,7 cm nelle donne nullipare, mentre variano fino a 8,6 x 3,5 x 5 cm nelle primipare e possono raggiungere anche 9,4 x 4,2 x 5,8 cm nelle donne che hanno avuto 4 o 5 parti durante la loro vita.  L'utero normale è  antiverso ed antiflesso (cioè piegato in senso anteriore e verso l'alto), tuttavia è possibile osservare anche una retroversione o una maggiore anteroversione rispetto alla norma (la posizione dell'utero di solito è ben valutabile tramite un esame ecografico transaddominale a vescica piena, la vescica può essere anche fatta svuotare nel caso il suo riempimento modifichi la posizione dell'organo rendendone complicata la misurazione)
In ecografia l'endometrio appare come una banda iperecogena che include il lume ed i due strati epitaliali giustapposti. Lo spessore endometriale varia col ciclo mestruale dai 2–3 mm sino ai 15 o più (in tale computo va esclusa l'eventuale fisiologica presenza di una piccola falda liquida nel lume, normale nella donna in età fertile ma sempre patologica dopo la menopausa). La giunzione fra endometrio e miometrio appare in ecografia come una sottile banda ipoecogena; tale banda non è sempre rilevabile, ma se appare interrotta si deve sospettare un'adenomiosi oppure la presenza di leiomiomi o lesioni epitaliali invasive. Il miometrio è di norma omogeneamente ipoecogeno rispetto all'endometrio. La RM è utilizzata come metodica di approfondimento nello studio dell'utero in caso l'ecografia sia dubbia, ed in tale esame sono di norma utilizzate sequenze T2 pesate per distinguere l endometrio (iperintenso) dalla giunzione endometrio-miometrio (ipointensa) e dal miometrio (che presenta segnale intermedio). Le sequenze pesate in diffusione sono utilizzate per trovare più facilmente eventuali lesioni endometriale mentre le T1 pesate sono utili nello staging linfonodale del carcinoma endometriale

### Patologia endometriale
Nella valutazione della patologia endometriale bisogna sempre ricercare inspessimenti focali o diffusi, come anche interruzioni della banda ipoecogena fra endometrio e miometrio. Come già detto la presenza di una falda fluida nel lume uterino nella donna in menopausa (spesso dovuta a neoplasie ostruenti il lume) o di immagini ipo/iper-ecogene è sempre da considerare patologica.  La presenza di immagini iperecogene nel contesto dell'endometrio è spesso da riferire a raccolte purulente (piometrio).
L'endometriosi è rilevabile in ecografia come impianti solidi o cisti complesse localizzate in zone ove non dovrebbe essere presente endometrio. La RM eseguita mediante sequenze che permettono di evidenziare le aree emorragiche è ancora più accurata nello studio di questa patologia, mostrando le lesioni come iperintense sia nelle sequenze T1 pesate sia in quelle T2 pesate (queste ultime specie se eseguite mediante tecniche di soppressione del grasso).
Inspessimenti focali dell'endometrio (> 5 mm) devono far pensare ad una lesione polipoide o ad un carcinoma endometriale. L'ecografia transvaginale presenta un'alta sensibilità nel rilevare tali lesioni, che può essere ulteriormente incrementata iniettando un po' di soluzione fisiologica nel lume uterino. L'interruzione della giunzione endometrio/miometrio (meglio visibile mediante la RM) è indice di malignità. Le lesioni da carcinoma endometriale alla RM appaiono di norma ipointense nelle sequenze T1 pesate, isointense in quelle T2 pesate, iperintense in quelle pesate in diffusione ed ipointense nella mappa ADC. Il valore minimo della mappa ADC nel contesto della lesione ha valore prognostico analogamente a quello di SUVmax rilevato alla FDG PET, pertanto i tomografi ibridi PET/MRI appaiono particolarmente promettenti nello studio di questi tumori

### Patologia miometriale
L'adenomiosi è rilevabile all'ecografia come interruzione della giunzione fra endometrio e miometrio, che appare occupata da piccole lesioni ipoecogene e di aspetto eterogeneo (moth-eaten); tale segno ecografico può essere associato raramente anche a una leiomatosi diffusa. La RM consente di distinguere i leiomiomi dall'adenomiosi per via del differente segnale RM dei leiomiomi, che appaiono ipointensi sia nelle sequenze T1 pesate che in quelle T2 pesate (al contrario dell'endometriosi, già descritta nel paragrafo precedente). L'adenomiosi inoltre spesso presenta liquido all'interno. La RM è utile anche per stimare le dimensioni e la posizione dei leiomiomi.

### Patologia cervicale
Le cisti di Naboth si formano per ostruzione delle ghiandole cervicali da varie cause, hanno forma ovalare e dimensioni che variano da pochi millimetri fino a oltre 4 centimetri; dato il loro contenuto mucoso alla RM si presentano isointense nelle sequenze T1 pesate ed iperintense in quelle T2 pesate.
La RM è l'indagine fondamentale nello studio dell'invasività locale del carcinoma della cervice uterina.

## La gravidanza

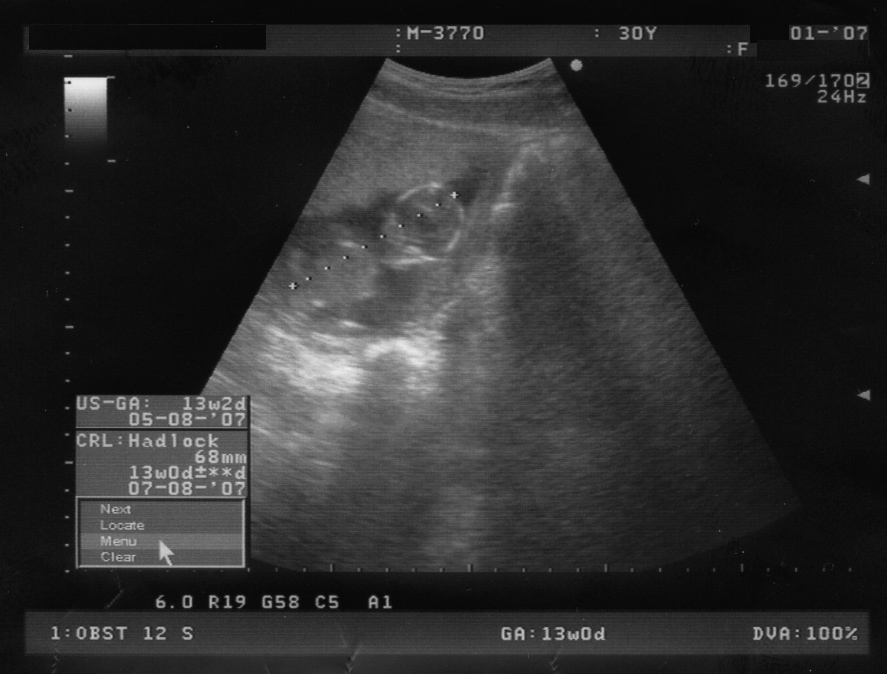
Embrione di 13 settimane. Misurazione della distanza vertice-sacro (CRL)

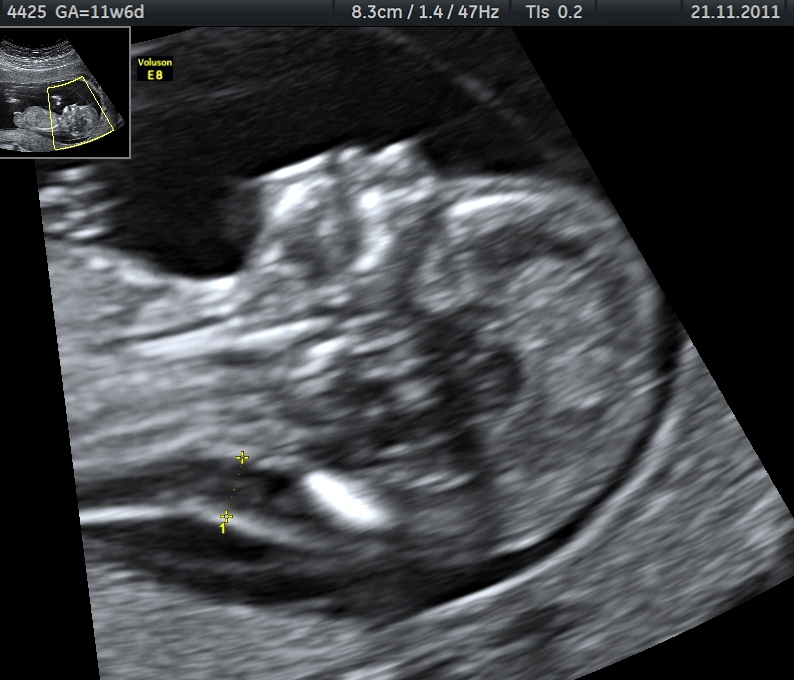
Misurazione della translucenza nucale in un embrione affetto da Sindrome di Down

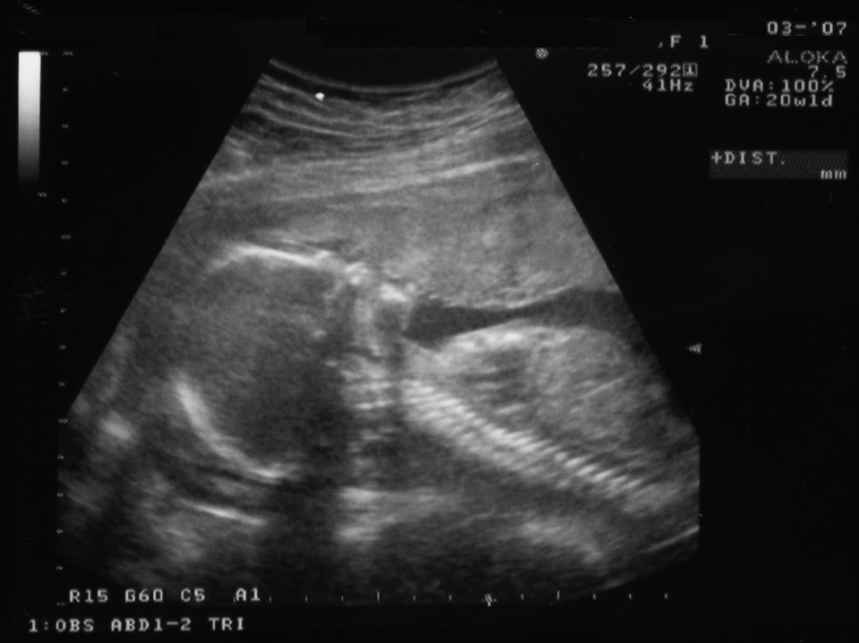
Feto di 20 settimane

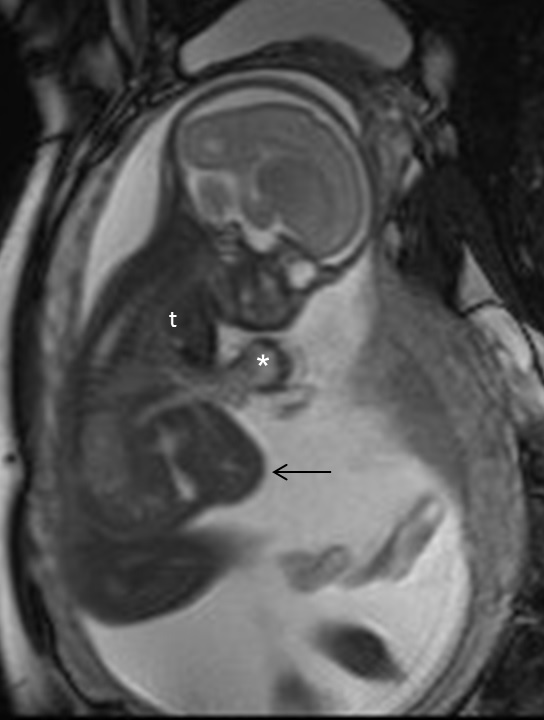
Immagine RM di un feto affetto da pentalogia di Cantrell. È evidente la posizione anomala dell cuore (asterisco), l'eviscerazione di parte del fegato lungo la linea mediana (freccia) e la piccola cavità toracica (t)

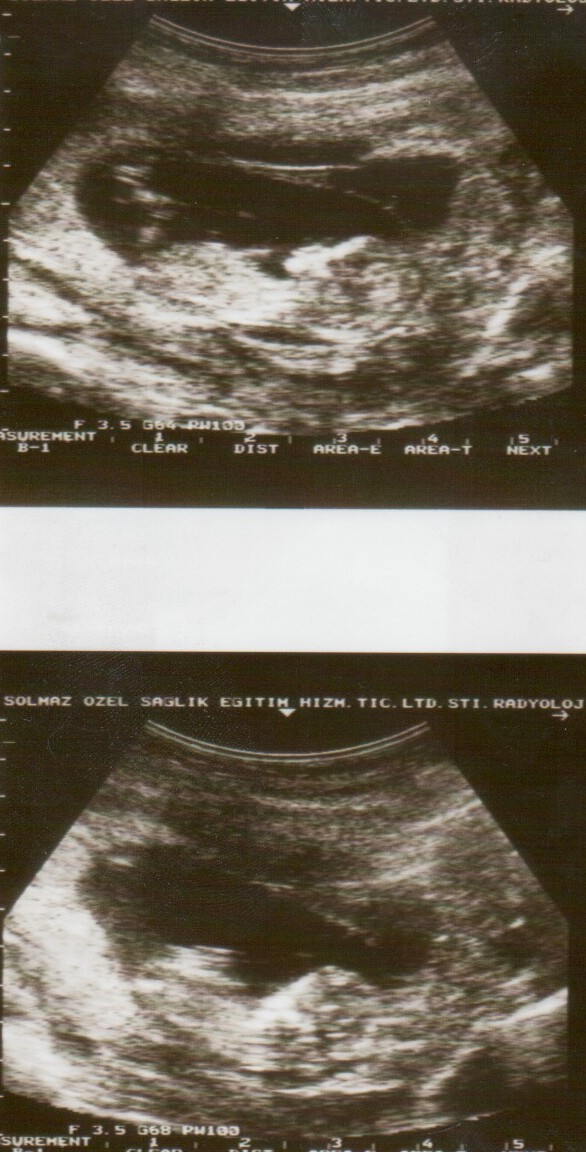
Distacco di placenta evidente in ecografia come falda fluida fra la placenta e la parete uterina

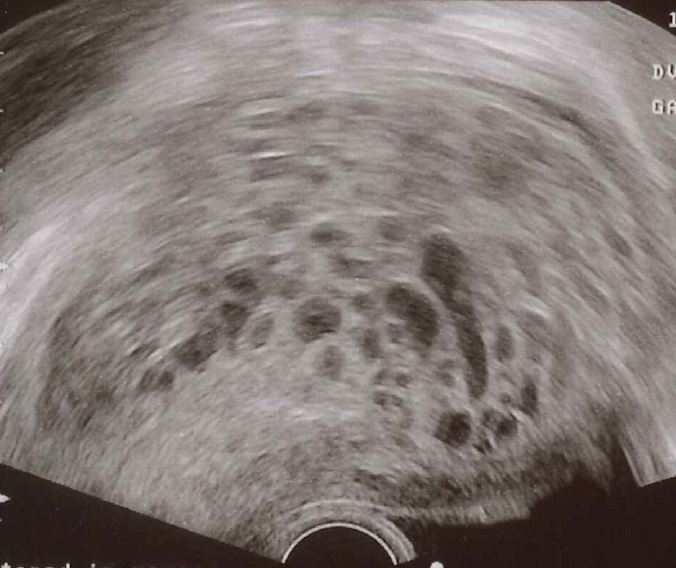
Mola vescicolare vista in Ecografia transvaginale, con il tipico aspetto multicistico a "tempesta di neve"

L'ecografia è la metodica fondamentale nello studio dell'embrione e del feto. Di norma vengono eseguiti 3 esami ecografici nel corso di una gravidanza normale (10-12 settimane di gestazione calcolate dal primo giorno dell'ultimo ciclo mestruale, 19-21 settimane e 30-34 settimane), ma in caso di crescita fetale anomala è possibile effettuare controlli più ravvicinati. L'esame ecografico permette di valutare la sede di impianto (nel primo trimestre), le dimensioni di embrione e feto, varie caratteristiche dei suoi organi, oltre alla quantità di liquido amniotico e la sede di impianto della placenta). L'ecografia è anche molto utile nella ricerca di eventuali anomalie cromosomiche fetali, sospettabili mediante l'osservazione di malformazioni tipiche (in questo le tecniche ecografiche 3D risultano ancora più affidabili). Le metodiche doppler consentono inoltre lo studio del flusso vascolare placentare e fetale.
L'ecografia è l'indagine di primo livello nello studio della gravidanza, tuttavia ha come limiti il piccolo campo di vista, lo scarso contrasto, l'attenuazione del fascio ultrasonoro elevata (specie nelle donne obese e nell'oligoidroamnios) ed inoltre non consente di valutare la fossa cranica posteriore oltre la 33ª settimana di gestazione a causa della calcificazione delle ossa del cranio che avviene in questo periodo. Tutti questi limiti possono essere superati ricorrendo alla RM (tenendo presente i precauzionali limiti di dose di campo magnetico già descritti in introduzione), che viene effettuata con sequenze super-veloci per evitare artefatti dovuti ai movimenti del feto: Spin Echo T2 pesate per la morfologia, Gradient Echo T1 pesate per la ricerca di emorragie.
Le principali malformazioni per cui è indicata la RM sono quelle a carico del sistema nervoso centrale (SNC), l'ernia diaframmatica congenita, i ritardi di crescita di singoli organi ed il sequestro polmonare. La ventricolomegalia è la più frequente anomalia osservata a livello del SNC, seguita da: agenesia del corpo calloso, anomalie della fossa cranica posteriore, anomalie della corteccia cerebrale, difetti di sepimentazione mediana (oloprosencefalia), difetti del tubo neurale e dalle emorragie intracraniche.

### Primo trimestre
La prima ecografia è eseguita per via transvaginale ed ha come obiettivi individuare la posizione dell'embrione/i, del sacco vitellino e misurare la distanza che intercorre fra il vertice e l'osso sacro, tale lunghezza è anche denominata  Crown-Rump Length (CRL) ed è utilizzata per la stima delle settimane di gestazione (SDG) nei primi mesi di vita intrauterina, con un'approssimazione di 5-7 giorni. L'embrione è identificabile in ecografia dopo almeno 6 SDG. La frequenza cardiaca deve essere almeno pari a 100 battiti al minuto (bpm) a 6 SDG e pari a 140-160 bpm a 8 SDG. La prima ecografia è anche utile per valutare lo stato dell'intero apparato riproduttivo, in particolare è necessario monitorare eventuali leiomiomi che in gravidanza possono crescere per via dell'aumentato livello di estrogeni e quindi aumentare il rischio di aborto (specie se sottomucosi) o dare sanguinamenti se vicini alla placenta, anomala presentazione fetale o ostruzione del canale del parto. È inoltre normale osservare il corpo luteo in ovaio e lieve versamento nel cavo del Douglas nei primi 3 mesi.

### Secondo trimestre
Durante il secondo esame ecografico vengono eseguite misurazioni sul feto e sulla placenta, stimata la quantità di liquido amniotico ed indagata la morfologia e la presentazione fetale. La frequenza cardiaca di norma in questa fase varia fra i 140 ed i 160 bpm. L'eccesso o la riduzione rispetto alla norma della quantità di liquido amniotico è associata ad incremento della morbidità e della mortalità fetale, di norma dovrebbero essere presenti intorno a 250 ml di liquido a 16 SDG, circa un litro a 34 SDG e quindi 800 ml a termine. L'oligoidramnioso (riduzione della quantità di liquido amniotico) è spesso dovuta a rottura precoce delle membrane, insufficienza utero-placentare o renale del feto, mentre il polidroamnioso (eccesso di liquido amniotico) è spesso dovuto a diabete mellito della madre, macrosomia del feto, anemia fetale (con conseguente aumento del flusso placentare), ridotta deglutizione fetale (ad esempio dovuta ad atresie di esofago o duodeno o ad un'ernia diaframmatica).
La placenta si evidenzia come un disco iperecogeno ed omogeneo ed è necessario in questa fase controllarne la localizzazione in ambito uterino ed il cordone ombelicale (studiando ove questo si inserisce ed il numero di vasi sanguigni contenuti).
Per stimare le SDG in questo trimestre si utilizzano il diametro biparietale, la circonferenza cranica ed addominale e le lunghezze di femore ed omero; tuttavia tali misure sono meno accurate di quelle eseguibili nel primo trimestre; tramite queste misure è possibile stimare anche la massa del feto.
Dopo le 18 settimane si valuta inoltre l'anatomia degli organi fetali, viene inoltre ricontrollato l'apparato riproduttivo della donna ed il cordone ombelicale (ove è anche stimato il flusso ematico mediante il metodo doppler).

### Terzo trimestre
La terza ecografia ha come obbiettivi valutare la crescita e la presentazione fetale. La stima della massa fetale è fattibile tramite la misurazione della circonferenza addominale (influenzata dalla quantità di grasso in addome e di glicogeno a livello del fegato). La placenta in questa fase si presenta normalmente disomogenea per la presenza di aree lacunari.

### Patologie embrio-fetali e della gravidanza
La ricerca di patologie embrionarie e fetali in radiologia è effettuabile con metodiche non invasive o invasive (queste ultime prelievo di liquido amniotico ed esame dei villi coriali eseguiti sotto guida dell'imaging). Le metodiche non invasive ecografiche includono la translucenza nucale, che valuta lo spessore dell'area ipoecogena normalmente localizzata nella parte posteriore del collo mediante una scansione sagittale eseguita a 11-14 SDG; è da considerare anomalo un valore di questo parametro superiore a 0,3 mm. Anomalie di questo parametro sono correlate a varie aneuploidie (specie la sindrome di Down), anomalie cardiache, ernie diaframmatiche, difetti scheletrici e della parete addominale anche senza alterazioni del cariotipo.
L'ecografia consente inoltre di fare diagnosi di gravidanza extrauterina, anomalie a carico di organi fetali, placenta previa (dopo le 28 SDG) e morte fetale (in tale caso non si osserva il battito cardiaco).
Il distacco di placenta si identifica in ecografia come una falda liquido-ematica o un'area iperecogena dovuta ad un coagulo localizzata fra la placenta e la parete uterina.
Il riscontro di una camera gestazionale vuota deve sempre far sospettare una malattia del trofoblasto. La mola vescicolare può essere completa o parziale (in quest'ultimo caso è presente il prodotto del concepimento associato a porzioni di placenta normale) e si manifesta con utero ingrossato ed il tipico aspetto ecografico "a tempesta di neve" dovuto alla presenza di multiple aree cistiche distribuite in maniera omogenea associate a raccolte fluide. Tale lesione spesso infiltra l'utero e può diffondere a livello sistemico. Il coriocarcinoma è spesso presente nei pazienti affetti da mola, ma la sua identificazione è difficoltosa per via delle ridotte dimensioni di queste lesioni.